# Сан-Карлус-ду-Иваи
Сан-Карлус-ду-Иваи (порт. São Carlos do Ivaí) — муниципалитет в Бразилии, входит в штат Парана. Составная часть мезорегиона Северо-запад штата Парана. Входит в экономико-статистический микрорегион Паранаваи. Население составляет 6593 человека на 2006 год. Занимает площадь 225,077 км². Плотность населения — 29,3 чел./км².

## История
Муниципалитет основан 5 августа 1949 года.

## Статистика
- Валовой внутренний продукт на 2003 год составляет 77 209 718,00 реалов (данные: Бразильский институт географии и статистики).
- Валовой внутренний продукт на душу населения на 2003 год составляет 12 300,42 реалов (данные: Бразильский институт географии и статистики).
- Индекс развития человеческого потенциала на 2000 год составляет 0,738 (данные: Программа развития ООН).

## География
Климат местности: субтропический, гумидный, мезотермический.